# 2012年台北海碩國際職業女子網球公開賽
2011年台北海碩國際職業女子網球公開賽是在台北小巨蛋舉行的國際職業女子網球賽事。這是ITF100000美元加住宿等級的女子巡迴賽事。本屆使用全新藍灰色地墊並引進鷹眼系統，經認證是首次完整應用在會內比賽上的ITF職業賽事。